# Mireșu Mare
Mireșu Mare là một xã thuộc hạt Maramureș, România. Dân số thời điểm năm 2002 là 5142 người.